# Collegio di Birmingham Hall Green and Moseley
Birmingham Hall Green and Moseley è un collegio elettorale situato a Birmingham, nelle Midlands Occidentali, e rappresentato alla Camera dei comuni del Parlamento del Regno Unito. Elegge un membro del parlamento con il sistema first-past-the-post, ossia maggioritario a turno unico; attualmente il seggio è rappresentato da Tahir Ali del Partito Laburista, che rappresenta il collegio dal 2024.

## Estensione
Il collegio è costituito dai seguenti ward della città di Birmingham: Brandwood and King's Heath (distretti elettorali BKH1HG, BKH2HG e BKH3); Hall Green North; Hall Green South; Moseley; Sparkbrook and Balsall Heath East e Sparkhill.

## Membri del parlamento
| Elezione | Elezione | Deputato  | Partito   |
| -------- | -------- | --------- | --------- |
|          | 2024     | Tahir Ali | Laburista |

## Elezioni

### Elezioni negli anni 2020
| Partito                    | Partito                                      | Candidato                  | Risultati 4 luglio 2024 | Risultati 4 luglio 2024 |
| Partito                    | Partito                                      | Candidato                  | Voti                    | %                       |
| -------------------------- | -------------------------------------------- | -------------------------- | ----------------------- | ----------------------- |
|                            | Laburista                                    | Tahir Ali                  | 12 798                  | 30,76                   |
|                            | Indipendente                                 | Shakeel Afsar              | 7 142                   | 17,17                   |
|                            | Indipendente                                 | Mohammad Hafeez            | 6 159                   | 14,80                   |
|                            | Lib Dem                                      | Izzy Knowles               | 4 711                   | 11,32                   |
|                            | Verdi                                        | Zain Ahmed                 | 3 913                   | 9,40                    |
|                            | Conservatore                                 | Henry Morris               | 3 845                   | 9,24                    |
|                            | Reform UK                                    | Stephen McBrine            | 2 305                   | 5,54                    |
|                            | Indipendente                                 | Babar Raja                 | 733                     | 1,76                    |
|                            |                                              |                            |                         |                         |
| Iscritti                   | Iscritti                                     | Iscritti                   | 76 936                  | 100,00                  |
| ↳ Votanti (% su iscritti)  | ↳ Votanti (% su iscritti)                    | ↳ Votanti (% su iscritti)  | 41 606                  | 54,08                   |
| ↳ Astenuti (% su iscritti) | ↳ Astenuti (% su iscritti)                   | ↳ Astenuti (% su iscritti) | 35 330                  | 45,92                   |
|                            |                                              |                            |                         |                         |
|                            | Esito: collegio a Laburista (nuovo collegio) |                            |                         |                         |